# Stelle principali della costellazione del Triangolo
Segue un prospetto delle stelle principali della costellazione del Triangolo, elencate per magnitudine decrescente.